# Fischach
Fischach è un comune tedesco di 4.671 abitanti, situato nel land della Baviera.
Qui è nato Theo Müller, imprenditore tedesco e CEO della società lattiero-casearia Müller.

## Geografia
Fischach si trova nel "Naturpark Westliche Wälder" a sud di Augusta. Il villaggio è stato fondato nel punto in cui si uniscono i due fiumi Schmutter e Neufnach.

## Distretti
Fischach è costituito dai seguenti distretti:
- Aretsried
- Elmischwang
- Itzlishofen
- Fischach (capoluogo)
- Heimberg
- Reitenbuch
- Sägmühle
- Siegertshofen
- Todtenschläule
- Tronetshofen
- Willmatshofen
- Wollmetshofen

## Storia
Fino al XIV secolo Fischach era la sede di un'antica famiglia aristocratica locale, i signori di Fischach, che fungevano da ministri dei patroni episcopali di Augusta, i signori di Schwabegg. Nel corso della secolarizzazione la località passò nel 1803 all'elettorato bavarese. Dal 1862 al 1929 Fischach appartenne all'ufficio distrettuale di Zusmarshausen e dal 1929 all'ufficio distrettuale di Augusta, dal 1939 denominato distretto di Augusta. La legge di mercato ha avuto luogo nel 1952.

## Incorporazioni
Nell'ambito della riforma regionale in Baviera, il 1 luglio 1972 vennero costituite le comunità di Aretsried, Willmatshofen e Wollmetshofen. Il 1 luglio 1975 furono aggiunte parti del disciolto comune di Kreuzanger: Itzlishofen e Tronetshofen. Il 1º gennaio 1976 seguì Siegertshofen. Il 1º maggio 1978 fu infine incorporata una parte del disciolto comune di Reitenbuch.

## Sviluppo della popolazione
In origine Fischach era un piccolo villaggio che solo dopo la seconda guerra mondiale conobbe un notevole aumento della popolazione. I primi dati risalgono al 1593. Quell'anno a Fischach vivevano 259 persone. Al tempo della Guerra dei trent'anni il paese subì notevoli perdite demografiche a causa della peste. Nei secoli successivi, tuttavia, la popolazione aumentò nuovamente fino a raggiungere nel 1925 circa 800 abitanti. Dopo la seconda guerra mondiale si verificò un aumento dell'immigrazione. Le incorporazioni degli anni '70 portarono ancora più persone a prendere dimora nel paese. Nel 1978 la comunità appena creata contava 3.361 abitanti. Entro il 2019, la popolazione è aumentata a 4.856. Alla fine del 2023 il comune contava 5.154 abitanti e, secondo le previsioni dello stesso anno, si prevede un aumento fino a circa 5.600 persone entro il 2032.

## Cultura e turismo
A Fischach si trova un cimitero ebraico, fondato nel 1774 dall'allora comunità ebraica. Oggi è sotto l'egidia dell'amministrazione locale e può essere visitato dopo aver richiesto un permesso. È presente anche un'ex sinagoga e una casa della comunità ebraica con scuola annessa. Nel 1999 è stato eretto un monumento per commemorare i quattrocento anni di storia della convivenza cristiano-ebraica nella comunità fino alla persecuzione degli ebrei durante l'era nazionalsocialista. Una sukkah dipinta (sukkah per la festa ebraica dei tabernacoli) di Fischach ora fa parte del Museo d'Israele a Gerusalemme.
Monika Saller ha descritto dettagliatamente la storia ebraica di Fischach in un articolo del 2019. Tuttavia, si rivolge all'Hachshara solo in termini molto generali e lascia aperta la questione se esistesse un sito Hachshara nella stessa Fischach. Albert J. Phiebig, che lavorò come statistico per la Rappresentanza degli ebrei tedeschi del Reich, mostrò nella statistica che al 1º agosto 1938 a Fischach e ad Hechaluz c'erano 25 apprendisti in corsi di agricoltura o giardinaggio.
La più antica casa di Mozart sopravvissuta si trova nel quartiere di Heimberg, da cui si può dimostrare che provengono gli antenati diretti di Wolfgang Amadeus Mozart. Nel 1486 la fattoria poco appariscente fu registrata come residenza di un certo Ändris (Andreas) Mozart.
A Wollmetshofen si trovano due grotte mariane, alcune delle quali si trovano lungo il Cammino Bavarese di San Giacomo.

## Economia
L'azienda lattiero-casearia Müller ha sede nel distretto di Aretsried.